# الحزب الإسلامي البريطاني
الحزب الإسلامي البريطاني (بالإنجليزية: Islamic Party of Britain) هو حزب سياسي منحل، كان موجودًا في المملكة المتحدة، كان نشطًا منذ تشكيله في عام 1989، حتى عام 2006. كان الحزب يعارض كل من الرأسمالية والشيوعية. قام ديفيد موسى بيدكوك وهو رجل من شيفيلد تحول من الكاثوليكية الرومانية إلى الإسلام أثناء عمله كمهندس في المملكة العربية السعودية بتأسيس الحزب وقاده في مرحلة التأسيس. أصدر الحزب مجلة فصلية بعنوان الفطرة السليمة.
دخل الحزب في الانتخابات العامة عام 1992، حيث تقدم لثلاثة مرشحين، وفشلوا في دوائر برادفورد، وهي مدينة بها أقلية مسلمة كبيرة، وواحد في دائرة ستريتهام بلندن.

## التأسيس
تأسس الحزب الإسلامي البريطاني في سبتمبر 1989، على يد مسلمين أصبحوا غير راضين عن حزب العمال، وهو حزب يكتسب تقليديًا دعم المسلمين في بريطانيا. كان العديد من المسلمين غير راضين عن إلحاد نيل كينوك زعيم حزب العمل، وأرادوا حزباً يلبي احتياجات المسلمين على وجه التحديد. شعر الكثير أيضًا أن كلاً من حزب العمل والمحافظين لم يفعلوا ما يكفي لمساعدة المسلمين في الجدل حول كتاب سلمان رشدي آيات شيطانية.

## الأداء
لم يحصل الحزب الإسلامي على مقعد في أي من مجلسي البرلمان. مثل بيدكوك الحزب في انتخابات عام 1990 في برادفورد نورث، وحصل على 800 صوت (2.2٪)، وحصل على المركز الرابع من بين عشرة مرشحين. في الانتخابات العامة لعام 1992 تقدم الحزب بمرشحين في كل من الدوائر الانتخابية الثلاث في مدينة برادفورد. انتهى كل منهم في المركز الأخير، وكان بيدكوك في برادفورد ويست الأفضل بأغلبية 471 صوتًا (0.96٪). كما أنه كان مرشحًا في ستريثام، حيث جاء الخامس من سبعة. ادعى بيدكوك في عامه الأول أن حزبه كان يخطط للتعاون مع حزب الخضر. دعم أعضاء الحزب حزب الكرامة، وكان أحد أعضائها القياديين، المتحدث باسم الشؤون الداخلية محمد نسيم، قد دافع عن الحزب وموّله.

## السياسات
يؤمن الحزب بالمساواة في المعاملة بموجب القانون بغض النظر عن وضع الفرد أو دخله أو عرقه. جادل الحزب بأن الدين هو أهم شيء في الحياة. ودعى إلى إصلاح النظام المصرفي البريطاني لجعله إسلاميًا وخاليًا من الفوائد، وإلى زيادة التجارة مع العالم الإسلامي. في وقت من الأوقات أجاب الحزب على الأسئلة التي أرسلها القراء. عند الإجابة على أحد الأسئلة صرح الحزب بأن المثلية الجنسية بحاجة إلى علاج، وأنه لا يمكن التسامح معها، وأنه يجب إعدام المثليين جنسياً بسبب "إظهار الفاحشة علنًا"، وهي سياسة أدانها بيتر تاتشيل.